# Port lotniczy Türkmenabat
Port lotniczy Türkmenabat (Turkmen: Türkmenabat halkara howa meňzili), (IATA: CRZ, ICAO: UTAV) – międzynarodowy port lotniczy położony 13 kilometrów na południu od centrum Türkmenabatu. Jest trzecim co do wielkości portem lotniczym w Turkmenistanie.

## Linie lotnicze i połączenia
| Linia lotnicza        | Kierunek     |
| --------------------- | ------------ |
| Turkmenistan Airlines | 1. Aszchabad |